# 28366 Verkuil
28366 Verkuil este un asteroid din centura principală de asteroizi.

## Descriere
28366 Verkuil este un asteroid din centura principală de asteroizi. A fost descoperit pe 9 aprilie 1999 la Socorro, New Mexico, în cadrul proiectului LINEAR. Asteroidul prezintă o orbită caracterizată de o semiaxă mare de 2,70 ua, o excentricitate de 0,19 și o înclinație de 5,3° în raport cu ecliptica.